# Denis (évêque)
Pour les articles homonymes, voir Denis.
Denis (en latin : Dionysius ou Dinifius), est le onzième évêque de Tours, au VIe siècle. 

## Biographie
Selon Grégoire de Tours, Denis était originaire de Burgondie et fut élevé à l'épiscopat par le choix du roi Clodomir « qui lui fit quelques largesses de son fisc, et lui donna le pouvoir d'en faire ce qu'il voudrait » ; Denis le laissa en grande partie à son église.
Denis siégea à peine dix mois. Il mourut en 522 et fut enseveli dans la basilique de Saint-Martin.
Il eut pour successeur Ommat.

### Source primaire
- Grégoire de Tours, Histoire des Francs, Livre X